# 우경하
우경하(禹京夏, 1957년 10월 15일 ~ )는 전 고려대학교 야구부 감독이자 전 KBO 리그 롯데 자이언츠의 선수이다.
롯데 자이언츠에 입단하여 활동하다가 1983년 11월 17일 삼미 슈퍼스타즈와 롯데 자이언츠와의 1대 4 트레이드로 이적하였다. 당시 삼미에서 롯데로 온 선수는 임호균 투수였으며, 롯데에서 삼미로 간 선수들은 우경하, 박정후, 권두조, 김정수였다.
이후, 1986년 10월 13일 청보 핀토스와 롯데 자이언츠와의 5대 3 트레이드를 통해 친정인 롯데로 돌아왔으나 최계영 홍문종 유두열 등에게 밀려 설 자리를 잃은 데 이어 급기야 1988년 11월 22일 삼성과 롯데 사이의 4-3 트레이드에 따라 삼성에서 롯데로 이적한 똑같은 포지션(외야수)의 허규옥이 들어오자 대형 트레이드 3일 뒤인 11월 25일 자유계약선수로 풀렸고 1990년 쌍방울 타격코치로 현장에 돌아왔으며 당시 감독이었던 김인식 감독이  1991년 말 부임한 '일본통'이었던 이용일 당시 쌍방울 레이더스 구단주 대행과 마찰을 빚어 1992년 시즌을 끝으로 물러나면서 자연스럽게 퇴임하여 현장을 떠났는데 1991년 10월 22일부터 3년 계약 형식으로 태평양 돌핀스 감독에 취임한 정동진 감독이 4년 연속 포스트시즌 진출에 실패하여 1993년 시즌 뒤 김인식 감독이 정동진 감독 후임설에 거론될 당시 타격코치 물망에 올랐지만 역대 인천 팀 감독 중 계약기간을 채운 사람이 단 한명도 없었던 점 뿐 아니라 주전들의 잇따른 부상으로 전력 공백이 컸던 점을 고려하여 김의광 사장이 정동진 감독에게 마지막 기회를 줘 정동진 감독이 태평양에 그대로 잔류하는 바람에 좌절됐다.
이후, 1994년 고향팀 롯데 코치를 맡아 친정에 돌아왔으며 1997년 팀이 꼴찌로 추락하자 같은 해 말 해고됐고 그 이후 고향 팀에 돌아오지 못했으며 과거 쌍방울 시절 코치로 있을 당시 감독이었던 김인식 두산 감독의 부름을 받아 1999년 두산 타격코치로 현장에 복귀했고 2002년을 끝으로 두산을 떠난 뒤 2003년부터 현대 타격코치를 역임했으며 2005년 한화 이글스에 김인식 감독의 부임 이후로 한화 이글스에서 타격 코치로 주로 활동하다가, 2008 시즌 종료 후 2군 타격코치에서 2군 감독으로 자리를 옮겼다. 2013년 1월 10일에는 모교인 고려대학교 야구부 감독으로 취임하였다.

## 출신 학교
- 광무초등학교
- 부산중학교
- 경남고등학교
- 고려대학교

## 통산 기록
| 년도 | 소속  | 타율  | 경기수 | 타수 | 안타 | 2루타 | 3루타 | 홈런 | 타점 | 득점 | 도루 | 도루실패 | 4사구 | 삼진 | 병살타 | 희생타 | 장타율 | 비고 |
| ---- | ----- | ----- | ------ | ---- | ---- | ----- | ----- | ---- | ---- | ---- | ---- | -------- | ----- | ---- | ------ | ------ | ------ | ---- |
| 1983 | 롯데  | 0.173 | 50     | 104  | 18   | 2     | 0     | 3    | 13   | 5    | 0    | 2        | 7     | 28   | 0      | 2      | 0.279  |      |
| 1984 | 삼미  | 0.205 | 71     | 205  | 42   | 8     | 1     | 6    | 18   | 22   | 0    | 2        | 12    | 37   | 6      | 7      | 0.341  |      |
| 1985 | 청보  | 0.245 | 51     | 147  | 36   | 3     | 1     | 3    | 13   | 14   | 2    | 3        | 6     | 19   | 4      | 3      | 0.340  |      |
| 1986 | 청보  | 0.262 | 100    | 309  | 81   | 11    | 0     | 5    | 18   | 26   | 3    | 5        | 25    | 40   | 4      | 3      | 0.346  |      |
| 1987 | 롯데  | 0.186 | 36     | 70   | 13   | 2     | 1     | 0    | 7    | 10   | 0    | 0        | 10    | 9    | 4      | 3      | 0.243  |      |
| 1988 | 롯데  | 0.105 | 14     | 19   | 2    | 0     | 0     | 0    | 1    | 0    | 0    | 0        | 0     | 4    | 1      | 0      | 0.243  |      |
| 통산 | 6시즌 | 0.225 | 332    | 854  | 192  | 26    | 3     | 17   | 70   | 77   | 5    | 12       | 60    | 137  | 19     | 18     | 0.322  |      |